# Anthomastus

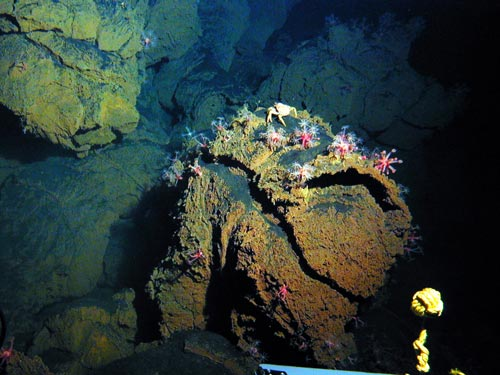
Anthomastus sp. colonizan el borde de un volcán marino.

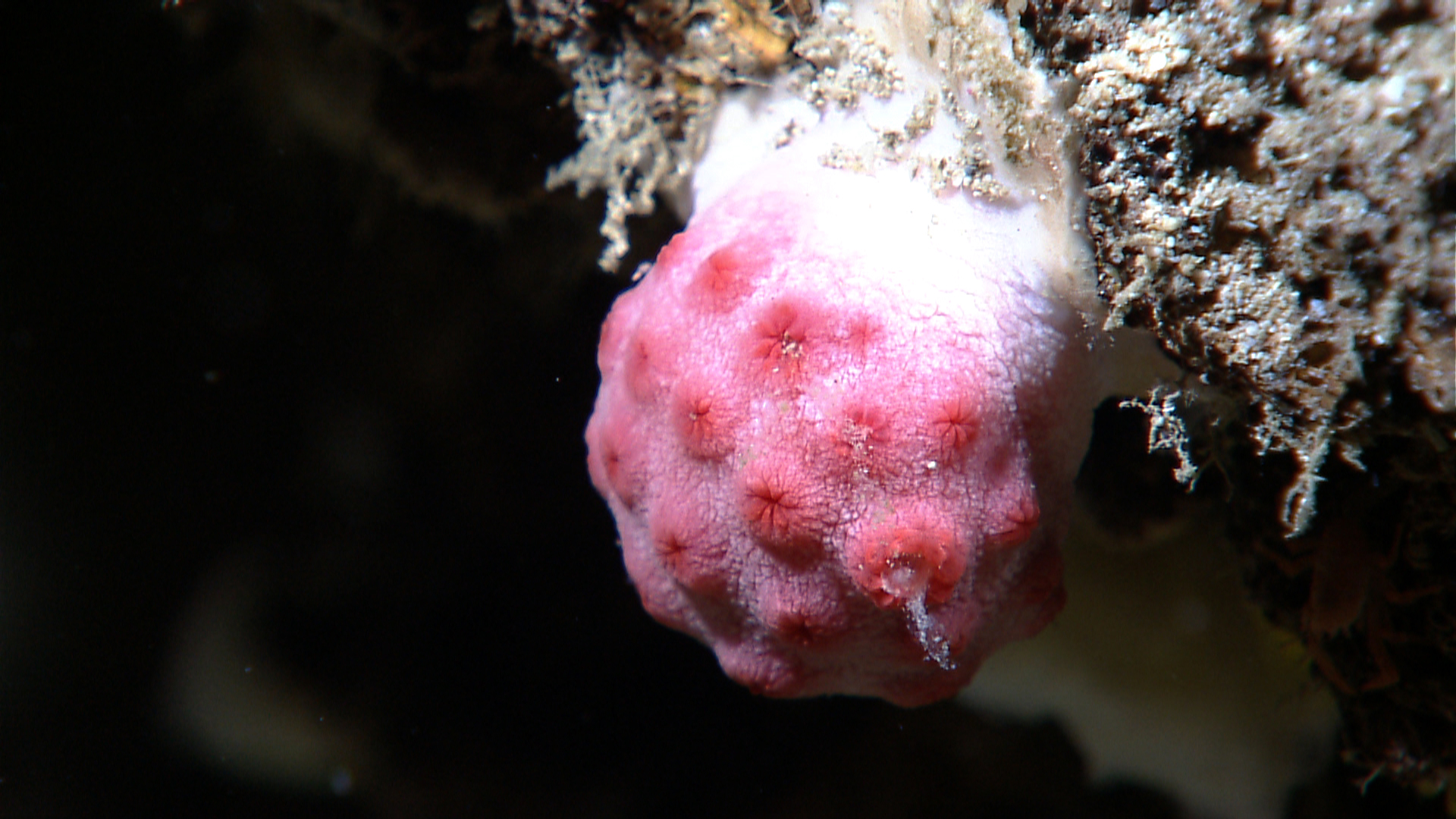
Anthomastus con los pólipos retraídos

Anthomastus es un género de corales de la familia Alcyoniidae, subclase Octocorallia, clase Anthozoa.
Este género pertenece a los llamados corales blandos, así denominados porque, al contrario de los corales duros del orden Scleractinia, no generan un esqueleto de carbonato cálcico, por lo que no son generadores de arrecife. Como sustento de su estructura, presentan pequeñas espículas de carbonato cálcico denominadas escleritos. La forma, distribución y grosor de estos escleritos se emplea para determinar sin margen de error la especie a la que pertenece cada individuo recolectado.

## Especies
Son aceptadas las siguientes especies:
- Anthomastus aberrans. (Thomson & Henderson, 1906)
- Anthomastus agaricoides. (Thomson & Henderson, 1906)
- Anthomastus agaricus. Studer, 1890
- Anthomastus agassizii. (Verrill, 1922)
- Anthomastus antarcticus. Kükenthal, 1910
- Anthomastus bathyproctus. Bayer, 1993
- Anthomastus canariensis. Wright & Studer, 1889
- Anthomastus giganteus. Tixier-Durivault, 1954
- Anthomastus globosus. d'Hondt, 1992
- Anthomastus grandiflorus. Verrill, 1878
- Anthomastus granulosus. Kükenthal, 1910
- Anthomastus gyratus. Molodtsova, 2013
- Anthomastus hicksoni. Bock, 1938
- Anthomastus muscarioides. Kükenthal, 1910
- Anthomastus purpureus. (Koren & Danielssen, 1883)
- Anthomastus rylovi. Naumov, 1952
- Anthomastus tahinodus. d'Hondt, 1988
- Anthomastus zealandicus. Benham, 1928

## Morfología
Las colonias de pólipos tienen forma de champiñón, con un tallo y un poliparium redondeado, en cuya superficie brotan los pólipos, que tienen 8 tentáculos pinnados y se pueden retraer totalmente.
Los pólipos son dimórficos: los autozoides, que son para alimentarse, son mayores que los sifonozoides, que para hacerse una idea de su tamaño, suelen tener 137 de estos pólipos en 1 cm²; y, cuyas funciones son albergar las gónadas y permitir la circulación del agua por la colonia, y son más numerosos.
El extremo inferior de la colonia se fija al sustrato o a la roca a través de unos músculos que impiden sea arrancado. 
Presenta un color rojo. Los pólipos son rosas o blancos.

## Hábitat y distribución
Viven en aguas profundas, entre los 137 y los 2.913 m. Normalmente anclados en rocas o al sustrato, en montañas marinas.
Se les encuentra distribuidos, tanto en el océano Indo-Pacífico, como en el Atlántico, y en la Antártida.

## Alimentación
No poseen zooxantelas, por lo que se alimentan exclusivamente de las presas de plancton, que capturan ayudados por los tentáculos de sus pólipos, y absorbiendo materia orgánica disuelta en el agua.

## Reproducción
Producen gametos continuamente, las gónadas se encuentran en los pólipos sifonozoides, e incuban las larvas internamente. Una vez expulsadas al exterior, se fijan en dos días y comienzan su evolución a pólipo. Posteriormente, se reproducen asexualmente por división, dando origen a la colonia, que es gonocórica, o de sexos separados.